# 第一次ポエニ戦争
第一次ポエニ戦争（だいいちじポエニせんそう、英語: First Punic War）は、紀元前3世紀から紀元前2世紀にかけて当時の地中海西部の大国であった共和制ローマとカルタゴの間で起こった3回のポエニ戦争のうちの最初のものである。この戦争は主に地中海のシチリア島とその周辺海域、および北アフリカで争われ、双方に莫大な損失をもたらした末にローマの勝利とカルタゴの敗北という結果に終わった。
戦争はシチリアで活動していた傭兵集団のマメルティニから支援要請を受けたことをきっかけとしてシチリアへの進出を決めたローマが紀元前264年に軍をシチリアに上陸させたことによって始まった。ローマはシチリアで唯一の独立勢力であったシュラクサイと同盟を結び、シチリアにおけるカルタゴの主要な拠点であったアクラガスを紀元前262年に攻略した。しかし、シチリアにおける戦争は膠着状態となり、紀元前260年にローマは艦隊の建設に乗り出した。そして紀元前259年から紀元前258年にかけてコルシカ島とサルディニア島を攻撃し、スルキ沖の海戦で圧倒的な勝利を収めたものの、双方の島を支配するには至らなかった。
紀元前256年にはローマ艦隊がエクノモス岬の戦いで勝利し、その後アフリカに上陸して首都のカルタゴに迫った。これに対しカルタゴは和平を願い出たが、ローマの示した条件が非常に厳しいものであったため、カルタゴは戦争の継続を決意した。そして紀元前255年にチュニスの戦いでローマ軍に勝利し、ローマ軍をアフリカから撤退させることに成功した。カルタゴは敵軍の撤退時に起きた海戦には敗れたものの、ローマ艦隊もイタリアに戻る途中で嵐に遭い、ほとんどの船舶と10万人以上に及ぶ兵士を失った。
ローマは迅速に艦隊を再建し、紀元前254年にはシチリアで攻勢に出てパノルムスを攻略しただけでなくその周辺都市をローマへ帰順させることにも成功した。これに対しカルタゴは紀元前251年にパノルムスの奪回を試みたものの失敗に終わり、一方のローマも紀元前249年にシチリアに残っていたカルタゴの拠点であるリリュバエウムを包囲したものの、ドレパナ沖の海戦とフィンティアス沖の海戦に敗れて多くの船舶を失った。その後は数年にわたり膠着状態が続いたが、紀元前243年にローマが艦隊の再建を開始し、紀元前241年にはシチリアの拠点への救援に向かっていたカルタゴ艦隊をアエガテス諸島沖の海戦で打ち破った。カルタゴはこの敗北によってシチリアの西端に残っていた拠点を維持する余力と意志を失い、将軍のハミルカル・バルカ（ハンニバルの父）にローマとの和平交渉を命じた。
交渉の結果、両国の間で講和条約が結ばれ、カルタゴはシチリアから撤退し、多額の賠償金を支払い、全ての捕虜をローマへ引き渡すことになった。シチリアはローマの最初の属州となり、戦争中に膨大な努力を通じて非常に多くの船舶を建造したという経験は、その後の600年にわたるローマの海洋支配の基礎を築くことになった。しかし、ローマとカルタゴのどちらが地中海西部の覇権を握るのかという問題はこの時点では未解決のまま残り、両者の戦いは紀元前218年に勃発した第二次ポエニ戦争に引き継がれていった。

## 一次史料

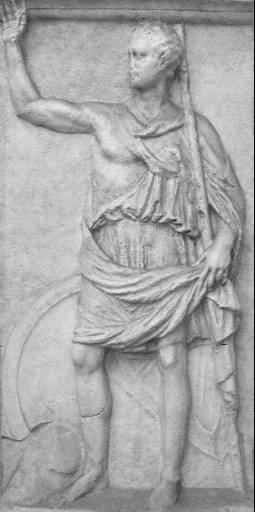
現代のペロポネソス半島に残されているポリュビオスの石碑

ポエニという言葉はラテン語で「フェニキア人」を意味する Punicus あるいは Poenicus に由来し、カルタゴ人の祖先がフェニキア人であることを示している。第一次ポエニ戦争のほぼすべての点における主要な情報源は紀元前167年に人質としてローマに送られたギリシア人の歴史家のポリュビオス（紀元前200年頃 - 紀元前118年頃）による著作である。ポリュビオスの著作の中にはすでに失われている戦術書などもあるが、今日において知られている著作は紀元前146年以降か戦争終結からおよそ1世紀後のある時期に書かれた『歴史』である。ポリュビオスの著作は概ね客観的であり、カルタゴとローマのそれぞれの視点からほぼ中立であると考えられている。
カルタゴの文書記録はその首都であるカルタゴとともに紀元前146年に失われたため、ポリュビオスの第一次ポエニ戦争に関する記述は今日では失われているいくつかのギリシア語とラテン語の情報源に基づいている。ポリュビオスは分析的な視点を持つ歴史家であり、可能な限り著作内で触れている出来事の関与者に自ら聞き取りを行った。40巻からなる『歴史』のうち、第一次ポエニ戦争について扱っているのは最初の1巻だけである。ポリュビオスの記述の正確性については過去150年にわたり多くの議論がなされてきたが、現代におけるほぼ一致した見解は、大抵において記述を額面通りに受け入れることが可能というものであり、現代の情報源におけるこの戦争に関する詳細は、ほぼすべてポリュビオスの記述に対する解釈に基づいている。現代の歴史家であるアンドリュー・カリーは、「ポリュビオスは極めて信頼性が高いことが分かる」と評価しており、一方でクレイグ・B・チャンピオンは、ポリュビオスについて「驚くほど広い見識を持ち、精力的で洞察力のある歴史家」と評している。
後世に著されたこの戦争に関する歴史書は他にも存在するが、それらは断片的、あるいは要約的なものである。現代の歴史家は通常さまざまなローマの年代記編者、特にリウィウス（ポリュビオスに依拠）、シチリア出身のギリシア人の歴史家であるディオドロス、そしてより後世のギリシア人作家のアッピアノスやカッシウス・ディオの断片的な著作を参照している。古典学者のエイドリアン・ゴールズワーシーは、「ポリュビオスの記述は他のどの記述とも見解が異なっている場合、通常は優先されるべきものである」と述べている。その他の情報源としては、碑文、陸上における考古学的証拠、そしてオリュンピアス（三段櫂船の復元船）のような復元による経験的証拠などがある。
2010年以降、シチリアの西海岸沖でローマとカルタゴのものが混在する19隻に及ぶ軍艦の青銅製の衝角が考古学者によって発見されており、同様に10個の青銅製の兜と数百個のアンフォラも発見されている。また、これらの衝角と7つの兜、そして6つの無傷のアンフォラが大量の破片とともに回収されており、衝角については海底に沈んだ軍艦に取り付けられていたものだと考えられている。これらの発見に関与した考古学者たちは、アエガテス諸島沖の海戦の戦場に関するポリュビオスの記述について、発見された遺物の位置がその記述の正確さを裏付けていると指摘している。その一方で戦闘に関与した軍艦がすべて五段櫂船であったとするポリュビオスの記述とは異なり、回収された衝角はその寸法から実際にはすべて三段櫂船に取り付けられていたと考えられている。しかし、考古学者たちは多くのアンフォラから得られた情報を根拠として、この戦いの他の点に関するポリュビオスの記述は正確なものであると考えている。さらにこれらの考古学的成果について、「まさに求められている考古学的記録と歴史的記録の一致」であると強調している。

## 背景

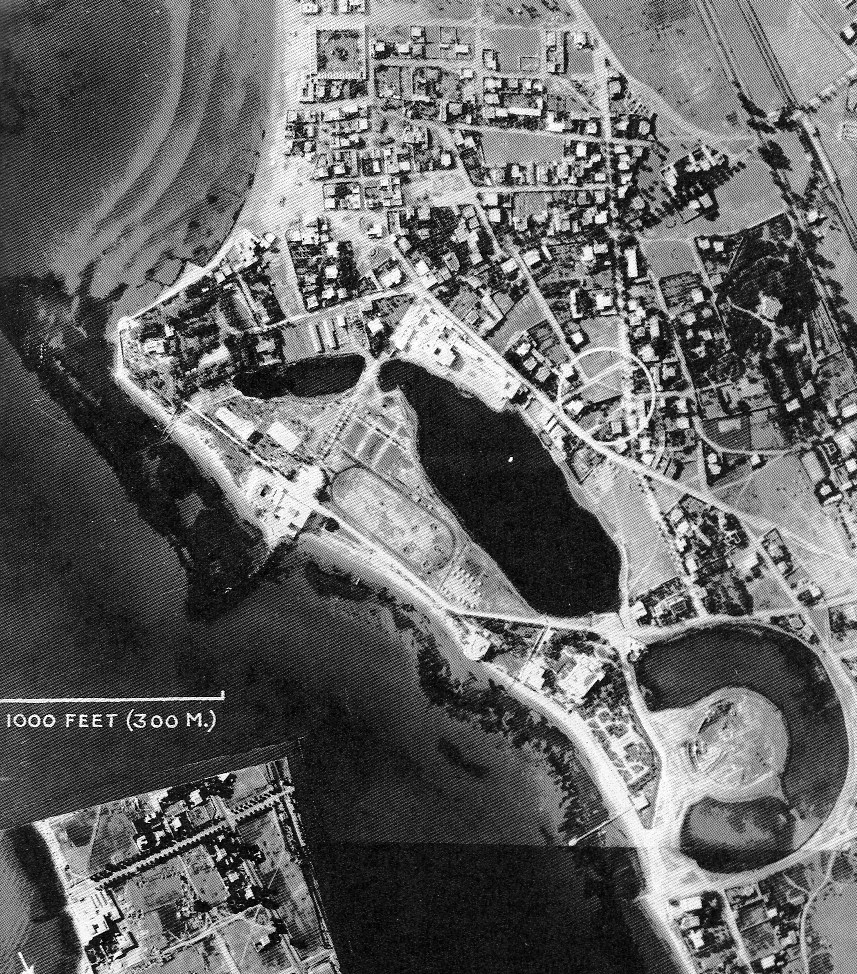
カルタゴの海軍基地の跡が写っている航空写真。中央が商業港の跡であり、右下が軍港の跡である。第一次ポエニ戦争以前のカルタゴは西地中海で最も強力な海軍を擁していた。

共和制ローマは第一次ポエニ戦争が始まる1世紀前からイタリア本土南部への拡大を積極的に進めていた。そしてピュロス戦争が終結し、南イタリアのギリシア系植民都市（マグナ・グラエキア）がローマに服従した紀元前272年までにアルノ川以南の半島部の征服を終えた。同じ頃、現在のチュニジアに首都を置くカルタゴは、イベリア半島南部、北アフリカの沿岸地域の大部分、バレアレス諸島、コルシカ島、サルディニア島、そしてシチリア島の西半分を支配する軍事・商業帝国となっていた。また、カルタゴは紀元前480年に始まったシュラクサイを中心とするシチリアのギリシア系都市国家との一連の決着のつかない戦争を戦っていた。そして紀元前264年までにカルタゴとローマは地中海西部で傑出した大国となった。双方の国家は紀元前509年、紀元前348年、および紀元前279年頃に結ばれた正式な同盟を通じて数回にわたり友好関係を確立していた。相互の関係は良好であり、商業面でも強い結びつきがあった。紀元前280年から紀元前275年にかけて続いたピュロス戦争では、イタリアでローマ、シチリアでカルタゴと交互に戦っていたエピルスの王に対し、カルタゴはローマ軍に物資を提供するだけでなく、少なくとも1回は海軍を用いてローマ軍を輸送した。
紀元前289年にかつてシュラクサイに雇われていたイタリアの傭兵集団であるマメルティニがシチリアの北東端に位置するメッセネ（現在のメッシーナ）を占領した。その後、シュラクサイによって追い詰められたマメルティニは、紀元前265年にローマとカルタゴの双方に支援を訴えた。この要請に対してはカルタゴが最初に行動を起こし、シュラクサイの王ヒエロン2世にこれ以上の行動を起こさないように圧力をかけ、マメルティニに対してはメッセネにカルタゴの駐屯軍を受け入れるように説得した。ポリュビオスによれば、その頃ローマではマメルティニからの支援の要請を受け入れるかどうかでかなりの議論が交わされていた。また、カルタゴはすでにメッセネに守備隊を駐屯させていたため、この要請の受け入れは容易にカルタゴとの戦争につながる可能性があった。ローマ人はそれまでシチリアに関心を示しておらず、正当な所有者から不当に都市を奪った兵士の集団に手を差し伸べようとは思わなかった。しかし、同時にローマ人の多くはシチリアに足場を築くことに戦略的、そして財政的な利点を見出していた。議論に行き詰まったローマの元老院は、恐らくアッピウス・クラウディウス・カウデクスの扇動もあり、紀元前264年にこの問題を民会に提出した。カウデクスは行動を起こすことを支持して投票を働きかけ、豊富な戦利品の見通しを示した。最終的に民会はマメルティニの要請の受け入れを採決した。カウデクスは遠征軍の指揮官に任命され、シチリアに渡ってメッセネにローマの守備隊を配置するように命じられた。
紀元前264年にローマ軍がシチリアに上陸し、戦争が始まった。カルタゴ海軍の優位性にもかかわらず、ローマ軍は不十分な抵抗を受けただけでメッシーナ海峡を横断することに成功した。カウデクスに率いられた2つのローマ軍団はメッセネに向かって進軍したが、そのメッセネではマメルティニがハンノ（大ハンノとは無関係な人物）に率いられていたカルタゴの守備隊を追放し、都市を占拠していた。しかし、同時にメッセネはシュラクサイ軍と追放されたカルタゴ軍の双方から包囲されていた。史料からは理由は判然としないものの、最初にシュラクサイ軍が、次いでカルタゴ軍がメッセネの包囲から撤退した。その後、ローマ軍は南下してシュラクサイを包囲したが、包囲戦を成功に導けるだけの兵力も補給線もなかったため、すぐに撤退した。
カルタゴがシチリアにおける過去2世紀にわたる戦争から学んだことは、シチリアにおいて断固とした行動を取ることは不可能であるということだった。カルタゴのシチリアにおける軍事的な努力は多大な損失と莫大な出費の末に頓挫していた。カルタゴの指導者たちはこの戦争も同じような経過をたどるだろうと予測したが、その一方で海上における圧倒的な優位性を活かして戦争を遠ざけ、繁栄を続けるという見通しを立てることも可能であった。このような繁栄はローマ軍に対抗するために野外で活動する軍隊を募集し、報酬を支払うだけでなく、強固に要塞化された都市に海上から補給を行い、そこを軍事上の防衛拠点として活用するという見通しも可能にするものだった。

### 陸軍

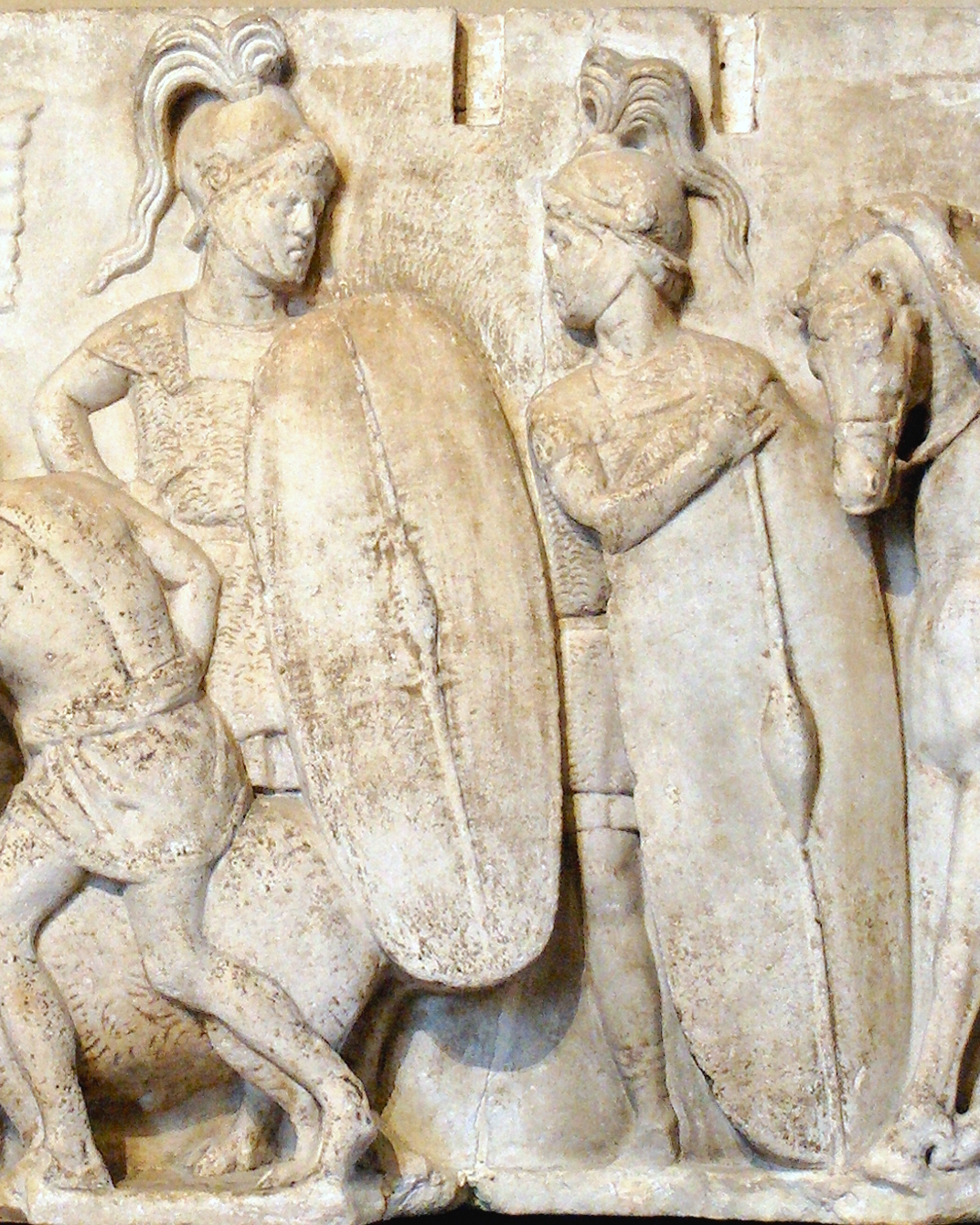
2人のローマ軍の歩兵が彫られている紀元前2世紀に作られたドミティウス・アヘノバルブスの祭壇の細部

成人男性のローマ市民には兵役に就く義務があり、大半は歩兵として従軍し、少数のより裕福な市民は騎兵を供給した。伝統的にローマ人はそれぞれ4,200人の歩兵と300人の騎兵からなる2つの軍団を編成していたと考えられている。一部の少数の歩兵は投槍で武装した散兵として従軍し、残りは重装歩兵として甲冑、大きな盾、そして刺突用の短剣を装備していた。軍団は3つの隊列に分けられ、前列は2本の投槍を携え、第2、第3の隊列は代わりに突槍を携えていた。軍団に属する小部隊も個々の軍団兵も比較的散開した陣形で戦っていた。軍隊は通常、ローマ軍団と同盟市（ソキイ）から提供される類似した規模と装備を持つ軍団を組み合わせる形で編成された。
一方でカルタゴ市民は都市に直接的な脅威があった場合にのみ軍に参加した。ほとんどの場合においてカルタゴは軍隊を編成するために外国人を採用した。その多くは北アフリカ出身者であり、大きな盾、兜、短剣、および長い突槍を装備した密集隊形の歩兵、投槍を装備した軽装歩兵の散兵、槍を携えた密集隊形の突撃騎兵（重装騎兵としても知られる）、接近戦を避け遠距離から投槍を投げる軽装騎兵の散兵といったいくつかの種類の戦闘要員を供給した。スペインとガリアからはともに経験豊富な歩兵が供給された。これらの歩兵部隊は鎧を装着していなかったが、猛烈な突撃を見せていた一方で戦闘が長引くと離脱するという評判があった。カルタゴ人の歩兵の大半はファランクスの名で知られる密集した陣形で戦い、通常は2列か3列の隊列を組んでいた。専門の投石兵はバレアレス諸島から集められた。また、カルタゴ人は戦象も活用していた。当時の北アフリカには森林に生息するアフリカ原産の象がいた。ただし、これらの戦象が戦闘要員を乗せた櫓を移動させるために使われていたのかどうかは史料上はっきりとしていない。

### 海軍
ポエニ戦争期を通じてローマとカルタゴの艦隊が主力としていた軍艦は五段櫂船（Quinquereme）であった。また、五段櫂船はポリュビオスが「軍艦」全般を指す略語として用いるほど非常にありふれたタイプの軍艦だったが、時には六段櫂船、四段櫂船、あるいは三段櫂船が用いられていたとする例も史料の中に見られる。一隻の五段櫂船には20人の甲板乗組員と士官、そして280人の漕ぎ手の合計300人が乗船していた。また、普段は40人の海兵（船に配属されている兵士）も乗せていたが、戦闘が差し迫っていると考えられる状況下では120人まで増員される場合があった。

コルウスと呼ばれるローマの軍艦に備え付けられていた移乗攻撃用の器具

漕ぎ手たちを一つの集団として機能させることは言うまでもなく、戦闘でより複雑な機動作戦を実行するためには長く多大な労力を要する訓練が必要だった。船を効果的に操るには漕ぎ手のうち少なくとも半数が何らかの経験を積んでいる必要があった。このため、当初ローマ艦隊は経験豊富なカルタゴ艦隊に対し不利な状況に置かれていた。しかし、ローマ艦隊はこれに対抗するため、コルウス（ラテン語でカラスを意味する）と呼ばれる幅1.2メートル、長さ11メートルの架橋を導入した。コルウスには自由端の下側に大きく重量のある釘が取り付けられ、敵船の甲板に突き刺して固定できるように設計されていた。これによって海兵として行動するローマ軍団兵は、それまでの伝統的な戦術であった体当たり攻撃ではなく移乗攻撃によって敵船を捕獲できるようになった。
すべての軍艦は幅60センチメートルの青銅製の刃を3枚組み合わせた最大で重さ270キログラムになる衝角を喫水線に装備していた。ポエニ戦争に先立つ1世紀の間、海兵の乗船は次第に一般的になり、体当たり攻撃は減少していたが、これは当時採用されていた大きく重い船が体当たり攻撃に必要な速度と操縦性に欠け、同時により頑丈な構造となったことから体当たり攻撃が成功した場合においてもその効果に乏しくなったためであった。ローマ艦隊のコルウスへの適応はこのような傾向の延長線上にあり、操船技術における当初の不利を補うものでもあった。その一方で船首の重量が増加したことから船の操縦性と堪航能力の両方を損なうことにもなり、荒れた海況ではコルウスは役に立たなくなった。

## シチリアの戦況（紀元前264年–紀元前256年）

戦争の主要な舞台となったシチリアの第一次ポエニ戦争当時の地名を記した地図。主な戦闘が起こった場所も記載されている。

戦争の大半はシチリアとその近海が舞台となった。シチリアの内陸部は丘陵が連なり起伏に富んだ地形をしているために大軍による作戦行動が困難であり、このような地勢は攻撃側より防御側に有利に働いた。陸上における軍事作戦は急襲、包囲戦、あるいは阻止攻撃にほぼ限られており、シチリアでの23年にわたる戦争で本格的な会戦が行われたのは紀元前262年のアクラガスの戦いと紀元前250年のパノルムスの戦いの2回だけであった。また、陸上部隊にとって最も一般的な作戦行動は守備隊の任務の遂行と陸上封鎖の2つであった。
ローマでは毎年2人の執政官（コンスル）を選出し、両者に軍を指揮させるのが長年の慣例であった。紀元前263年に選出された2人の執政官は40,000人の軍とともにシチリアへ派遣された。シュラクサイは再びローマ軍に包囲されたが、カルタゴの援助を期待することができなかったため、早々にローマと講和条約を結んだ。この和平によってシュラクサイはローマの同盟国となり、銀100タレントの賠償金を支払い、さらには恐らく最も重要な取り決めとしてシチリアに展開するローマ軍の補給を支援することになった。このシュラクサイの離反後、カルタゴのいくつかの小規模な属領がローマ側に鞍替えした。これに対しカルタゴは戦略上の拠点としてシチリア南岸の中央部に位置する港湾都市であるアクラガス（ラテン語ではアグリゲントゥム、現在のアグリジェント）を選んだ。紀元前262年にローマ軍はそのアクラガスに進軍し、都市を包囲した。ローマ軍はカルタゴ海軍の優位性によって物資の海上輸送を妨げられていたこともあり、補給体制が十分ではなかった。さらに、40,000人にも及ぶ大軍の補給を確保しなければならない状況にも慣れていなかった。収穫期になると軍の大半が農作物の収穫と食糧探しのために広範囲に散らばったが、これに対しハンニバル・ギスコに率いられたカルタゴ軍が大挙して都市から出撃し、ローマ軍の不備を突いてその陣地に侵入した。しかし、ローマ軍は兵士を再結集してカルタゴ軍を撃退することに成功し、その後は両軍とも警戒を強めた。

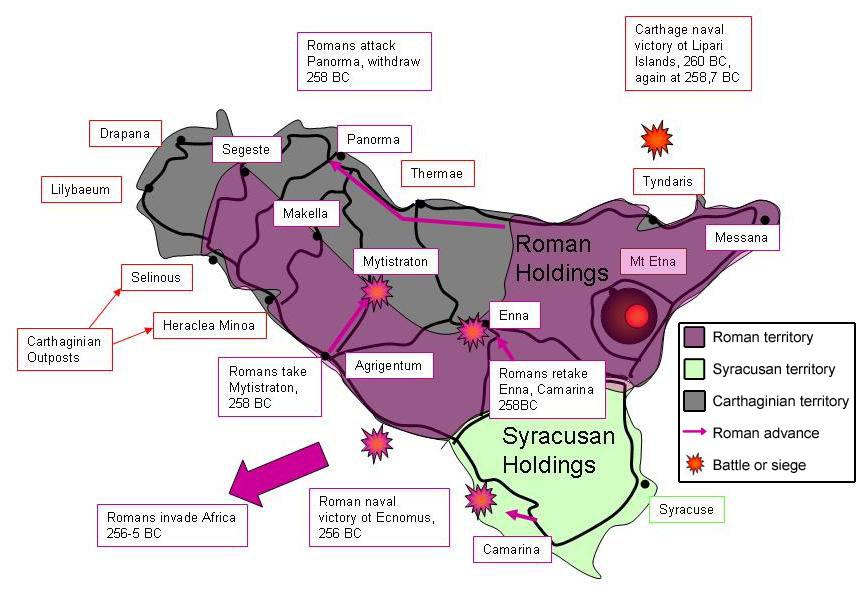
紀元前260年から紀元前256年にかけてのシチリアにおける勢力の変遷と主要な戦闘を示した地図

カルタゴはこれらの出来事の間に兵士を募り、アフリカに集結させてシチリアへ送り出した。この軍隊は50,000人の歩兵、6,000人の騎兵、および60頭の戦象からなり、ハンニバルの息子のハンノが指揮を執った。また、軍隊の一部にはリグリア人、ケルト人、およびイベリア人も含まれていた。包囲が始まってから5か月後にハンノはアクラガスの救援に向かい、現地に到着すると高地で野営したが、しばらくの間は自軍の訓練と散発的な小競り合いに終始していた。さらに2か月が経ち紀元前261年の春になるとアクラガスの城内が飢餓に瀕したこともあり、ハンノは敵軍との決戦を決意した。しかし、カルタゴ軍は戦闘で多大な損失を被って敗れた。ローマ軍はルキウス・ポストゥミウス・メゲッルスとクィントゥス・マミリウス・ウィトゥルスの両執政官の下で追撃し、カルタゴ軍の戦象と物資の輸送部隊を捕らえた。その一方でアクラガスの守備隊はローマ軍が注意を逸らしている隙を突いて同日の夜に都市から脱出した。ローマ軍はその翌日にアクラガスを占領すると住民を捕らえ、25,000人を奴隷として売り払った。
ローマ側のこの成功の後、戦争は数年にわたり断続的なものになり、それぞれの側に小さな成功はあったものの、戦争の焦点は定まらなかった。これはローマが最終的に得るもののなかったコルシカとサルディニアに対する軍事作戦に加え、同様に成果をもたらさなかったアフリカへの遠征に多くの資源を割いたため（後述）でもあった。ローマ軍はアクラガスを占領した後に西方へ進軍し、7か月にわたってミティストラトンを包囲したものの、都市を攻略することはできなかった。紀元前259年にローマ軍はシチリアの北岸に位置するテルマエに向かった。しかし軍内で揉め事が起こり、その結果としてローマ人の部隊とその同盟者の部隊は別々に陣地を構えた。カルタゴ軍を率いていた将軍のハミルカルはこれに乗じて反撃に乗り出し、分断されていた陣地の部隊のひとつに奇襲を仕掛けて4,000人から6,000人を殺害した。さらにはシチリアの中部に位置するエンナと南東部に位置するカマリナを奪取した。ハミルカルは危険なほどシュラクサイに近づき、シチリア全土の制圧に迫ったかに見えた。しかし、ローマ軍は翌年にエンナを奪還し、ミティストラトンの攻略にも成功した。その後はパノルムス（現在のパレルモ）に進軍し、ヒッパナを占領したものの、最終的には撤退を強いられた。紀元前258年には長期にわたる包囲戦の末、カマリナを奪還した。その後、シチリアでは数年にわたり小規模な襲撃や小競り合いが続き、時折小さな町が一方から他方へ離反した。

## ローマの艦隊建設

ギリシアの三段櫂船における3つの異なる櫂と漕ぎ手の位置を示した図

シチリアにおける戦争は膠着状態に陥り、カルタゴは強固に要塞化された町や都市を守ることに専念した。これらの町や都市はほとんどが海岸沿いに位置していたため、ローマ側が優勢な陸軍を使って敵軍を遮断することなく補給や防衛体制の強化を行うことができた。そして戦争の焦点はローマにとってほとんど経験のない海へと移っていった。それまでローマが海軍の必要性を認識した数少ない機会では大抵においてラテン人かギリシア人の同盟市から提供される小規模な艦隊に頼っていた。紀元前260年にローマは艦隊の建設に着手し、難破したカルタゴ艦隊の五段櫂船を自分たちの軍艦の設計図として利用した。ローマ人は船大工としては未熟だったため、カルタゴの大型船よりもさらに重い模造船を建造したが、これらの船は非常に速度が遅く、操縦性でも劣っていた。
ローマは100隻の五段櫂船と20隻の三段櫂船を建造し、基礎訓練を施すために紀元前260年に乗組員をシチリアに派遣した。この年の執政官の一人であるグナエウス・コルネリウス・スキピオ・アシナは、最初に到着した17隻の船とともにシチリアの北東の海岸に近いリーパリ諸島に向けて出航し、諸島内の主要港であるリーパラを占領しようとした。カルタゴ艦隊はリーパラからおよそ100キロメートル離れたパノルムスを拠点としており、以前にアクラガスの守備隊を指揮していた将軍のハンニバル・ギスコによって率いられていた。ハンニバルはローマ艦隊の動きを知るとボオーデスを指揮官とする20隻の船をリーパラに派遣し、夜に船が到着するとローマ艦隊を港湾内で捕捉した。ボオーデスの船は攻撃を仕掛けたが、経験の浅いスキピオの兵士たちはこの攻撃にほとんど抵抗することができなかった。一部のローマ軍の兵士はパニックに陥って島内に逃げ込み、執政官自身も捕虜となった。ローマ艦隊の船はすべて捕獲されたが、大半の船はほぼ無傷な状態だった。この出来事の少し後にハンニバルは50隻のカルタゴの船を率いて偵察に赴いたが、その最中にローマの全艦隊と遭遇した。ハンニバルは敵船から逃れたが、ほとんどの船を失う結果となった。この短い戦いの後にローマ艦隊は船にコルウスを取り付けた。

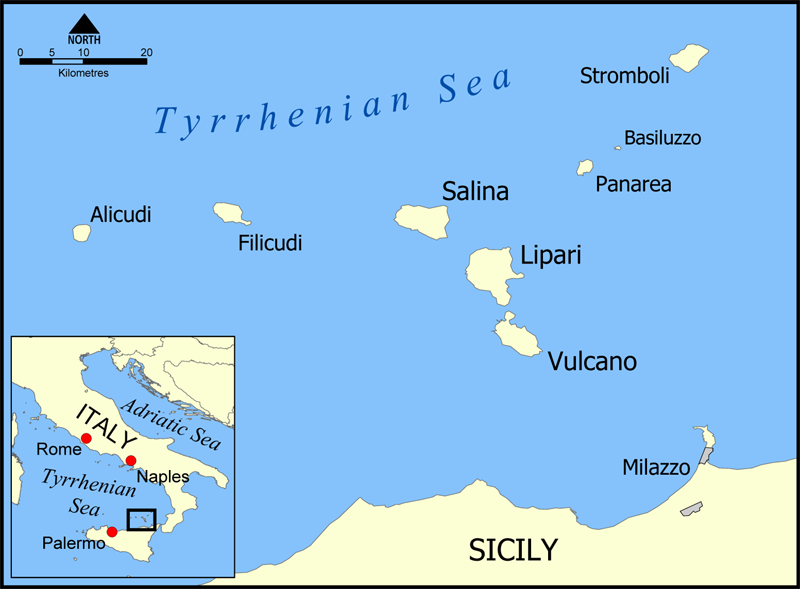
リーパリ諸島とミュライ（Milazzoと表記されている）の位置を示した地図

スキピオの相方の執政官であるガイウス・ドゥイリウスは指揮官に着任するとローマ軍の陸上部隊を艦隊に乗せ、すぐに戦いを求めて出航した。両軍の艦隊はミュライの沖合で遭遇し、ミュライ沖の海戦が起こった。ハンニバルは130隻の船を率いていたが、歴史家のジョン・レーゼンビーはドゥイリウスもほぼ同数の船を率いていたと推測している。カルタゴ艦隊は乗組員の優れた経験に加え、より速く操縦性に優れたガレー船を持っていたため、勝利を予期して陣形を崩しつつローマ艦隊に急接近した。最初に向かった30隻のカルタゴの船はコルウスに捕らえられ、ハンニバルの船を含めてローマ艦隊に移乗攻撃を許したが、ハンニバルはスキフ（小型船の一種）に乗って脱出した。これを見た残りのカルタゴ艦隊は大きく旋回してローマ艦隊の側面と背後を狙った。ローマ艦隊はこれに反撃し、さらに20隻のカルタゴの船を捕獲した。また、カルタゴ艦隊の乗組員のうち7,000人が殺され、3,000人が捕虜となった。生き残ったカルタゴ艦隊の船は戦闘を中断し、ローマ艦隊よりも高速であったため戦場から脱出することができた。その後、ドゥイリウスはローマ側が保持し、敵軍の包囲下に置かれていたセジェスタを救援するために再び出航した。
カルタゴの船は紀元前262年の初頭以降サルディニアとコルシカの拠点から出航し、イタリアの沿岸部を襲撃していた。一方のローマはミュライ沖の海戦の翌年である紀元前259年に同年の執政官のルキウス・コルネリウス・スキピオが艦隊の一部を率いてコルシカのアレリアを攻撃し、これを占領した。その後はサルディニアのウルビアを攻撃したものの撃退され、占領したアレリアも失った。紀元前258年にはより強力なローマ艦隊がサルディニア西部のスルキ沖で自軍より小規模であったカルタゴ艦隊と交戦し、敵軍に大損害を与えた。配下の兵士を見捨ててスルキに逃げ込んだカルタゴ軍の指揮官のハンニバル・ギスコは、後に自軍の兵士たちに捕らえられ、磔にされた。しかし、サルディニアとシチリアの双方に対する同時攻勢を支援しようとしていたローマはこの勝利を活用することができず、カルタゴが支配するサルディニアへの攻撃は次第に頻度が減っていった。
その後、紀元前257年のある時にローマ艦隊がシチリア北東部のティンダリス沖で停泊していたところへカルタゴ艦隊がその存在に気づくことなくばらばらな隊形のまま通り過ぎた。この年の執政官でローマ軍の司令官でもあったガイウス・アティリウス・レグルス・セッラヌスは直ちに攻撃を命じ、ティンダリス沖の海戦が始まった。しかし、急な命令であったため、この時ローマ艦隊は混乱した状態のまま出航していた。カルタゴ艦隊はこの攻撃に迅速に対処し、船を突進させて敵の先鋒の10隻のうち9隻を沈没させた。これに対しローマ軍は主力艦隊が攻撃に乗り出し、敵船のうち8隻を沈没させ、10隻を捕獲した。カルタゴ艦隊は戦場から離脱したが、この時もローマ艦隊より速度で勝っていたため、さらなる損害を被ることなく逃げ切ることができた。この戦いの後、ローマ艦隊はリーパリ諸島とマルタを襲撃した。

## ローマのアフリカ侵攻

紀元前256年
1: ローマ軍の上陸とアスピスの占領
2: アディスの戦いでのローマ軍の勝利
3: ローマ軍のチュニス占領
紀元前255年
4: クサンティッポスの率いる大規模な軍隊がカルタゴから出発
5: チュニスの戦いでのカルタゴ軍の勝利
6: ローマ軍のアスピスへの退却とアフリカからの撤退

ローマはミュライとスルキにおける海戦での勝利とシチリアにおける戦況の行き詰まりに対する失望から海域を中心とする戦略に転換し、北アフリカのカルタゴの中核地帯へ侵攻することでカルタゴを脅かす計画を立てた。ローマとカルタゴはともに制海権の確立を決意し、海軍の維持と規模の増強に莫大な資金と人的資源を投入した。紀元前256年の初頭に330隻の軍艦と数の不明な輸送船からなるローマ艦隊がこの年の執政官であるマルクス・アティリウス・レグルスとルキウス・マンリウス・ウルソ・ロングスに率いられてローマの外港であるオスティアから出港した。ローマ艦隊はアフリカへの渡航と現在のチュニジアへの侵攻を計画しており、この戦役が始まる直前にシチリアのローマ軍からおよそ26,000人の軍団兵を集めて乗船させた。
カルタゴはローマ側の意図を察知すると敵軍を迎え撃つために大ハンノとハミルカルに率いられた350隻に及ぶ全艦隊をシチリアの南岸沖に集結させた。最大で29万人に達した乗組員と海兵を乗せ、合計でおよそ680隻の軍艦が戦ったエクノモス岬の戦いは、参加した戦闘員の数では恐らく史上最大の海戦であった。戦闘開始時にカルタゴ艦隊は主導権を握り、自分たちの優れた操船技術が自軍を優位に導くだろうと期待を抱いた。しかし、戦闘は長時間に及んだ混戦の末にカルタゴ艦隊が敗北するという結果に終わった。沈没で失った軍艦はローマ側が24隻だったのに対しカルタゴ側は30隻に達し、さらに64隻のカルタゴの軍艦がローマ側に捕獲された。
レグルスが率いるローマ軍はこの勝利の後にボン岬半島のアスピス（現在のケリビア）付近でアフリカに上陸し、カルタゴの田園地帯で略奪を始めた。そして短期間の包囲の後にアスピスを占領した。ほとんどのローマの船はシチリアへ引き返したが、レグルスは15,000人の歩兵と500人の騎兵を率いてアフリカでの戦争を継続し、アディスを包囲した。これに対しカルタゴは将軍のハミルカルを5,000人の歩兵と500人の騎兵とともにシチリアから呼び戻した。そしてローマ軍とほぼ同じ規模を持ち、ハミルカル、ハスドルバル、およびボスタルの3人の将軍の下に集結した強力な騎兵隊と戦象を擁する部隊を敵軍に差し向けた。カルタゴ軍はアディスに近い丘に陣を敷いたが、対するローマ軍は夜間に行軍し、夜明けに2方向から敵陣に奇襲攻撃を仕掛けた。この戦いは混戦となった末にカルタゴ軍が破れて敗走した。カルタゴ軍の損失の規模は不明なものの、騎兵隊と戦象はほとんど無傷なまま戦場から逃れた。
ローマ軍はカルタゴ軍を追跡し、カルタゴから16キロメートルしか離れていないチュニスを占領した。そしてチュニスから奇襲を仕掛け、カルタゴの近隣地域に壊滅的な被害を与えた。絶望したカルタゴ人は和平を求めたが、レグルスが非常に厳しい条件を提示したためにカルタゴは戦いの続行を決意した。そして軍の訓練をスパルタ人傭兵の指揮官であったクサンティッポスに委ねた。そのクサンティッポスは紀元前255年に12,000人の歩兵、4,000人の騎兵、そして100頭の戦象からなる軍隊を率い、チュニスの戦いでローマ軍を打ち破った。ローマ軍のうちおよそ2,000人がアスピスへ退却し、レグルスを含む500人が捕虜となり、残りは殺害された。しかし、クサンティッポスは自分よりも能力で劣るカルタゴ軍の指揮官たちの妬みを恐れ、報酬を受け取るとギリシアへ帰って行った。一方でローマは生存者を退避させるために艦隊を派遣した。この艦隊はヘルマエウム岬（現在のチュニジア北東部のボン岬）沖でカルタゴ艦隊による迎撃を受けたが、この戦いで圧倒的な勝利を収め、114隻の敵船を捕獲した。しかし、ローマ艦隊はイタリアに戻る途中で嵐によって壊滅的な打撃を受け、総数464隻の船舶のうち384隻が沈没し、さらにローマ人以外のラテン人同盟者が大多数を占めていた10万人に及ぶ兵士を失った。この時、コルウスの存在が異常なまでにローマの船舶の航行を困難にさせていた可能性があり、この大惨事以降、コルウスが使用されたという記録はない。

## シチリアの戦況（紀元前255年–紀元前248年）

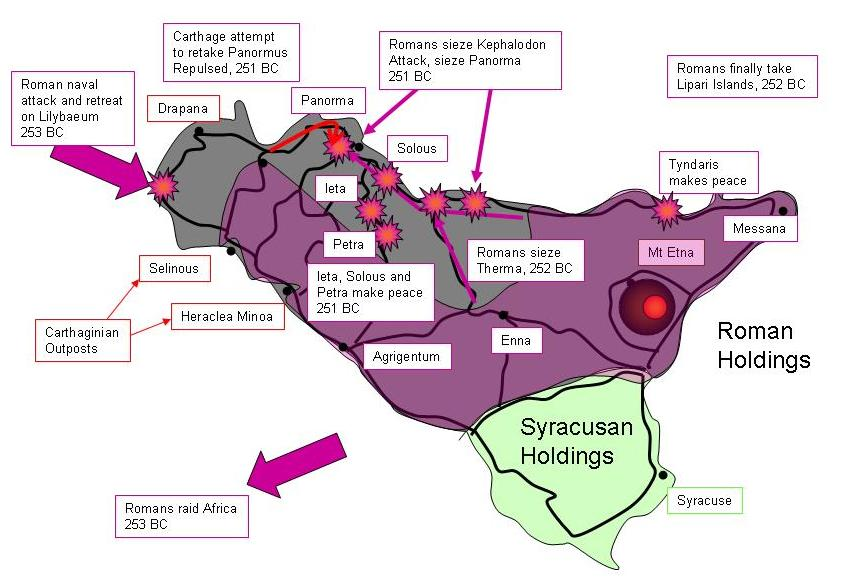
紀元前253年から紀元前251年にかけてのシチリアにおけるローマ軍の攻撃を示した地図

ローマは前述の嵐によって紀元前255年に艦隊の大部分を失ったものの、新たに220隻の船を建造することで迅速に艦隊を再建した。紀元前254年にはカルタゴがアクラガスを攻撃して占領したが、都市の支配を維持することはできないと考え、都市を焼き払い城壁を完全に取り壊した上で撤退した。一方のローマは同じ年にシチリアで徹底的な攻撃に乗り出した。この年の2人の執政官に率いられた全艦隊が年初にパノルムスを攻撃し、都市を包囲して封鎖するだけでなく攻囲用の兵器も設置した。これらの兵器は城壁に裂け目を作り、ローマ軍はその裂け目に向かって猛攻撃を加えた。そして城内の外側の町を占領し、その後も容赦なく攻撃を加えてすぐに内側の町も降伏させた。経済的に余裕のあった14,000人の住民は身代金と引き換えに解放され、残りの13,000人は奴隷として売られた。今やシチリア西部の内陸部の大半はローマの手に渡り、イエタス、ソルントゥム、ペトラ、およびティンダリスの各都市は全てローマとの和平を受け入れた。
紀元前253年にローマは再びアフリカに焦点を移し、数回の襲撃を実行した。しかし、カルタゴの東方の北アフリカ沿岸を襲撃した帰りに再び嵐に見舞われ、艦隊を構成していた220隻の船のうち150隻を失った。それでもなおローマは失った船舶を作り直し、艦隊を再建した。次の年にローマは関心をシチリア北西部に移し、海軍による遠征軍をリリュバエウムに向けて派遣した。ローマ軍はその途上でカルタゴ軍が抵抗を続けていたセリヌスとヘラクレア・ミノアを占領したが、リリュバエウムの占領には失敗した。その後はパノルムスの陥落によって孤立していたテルマエとリーパラを紀元前252年に占領した。ポリュビオスによれば、カルタゴがシチリアに送った戦象に対する恐れからローマ軍はこれらの戦いを除き紀元前252年から紀元前251年にかけて戦闘を避けていた。

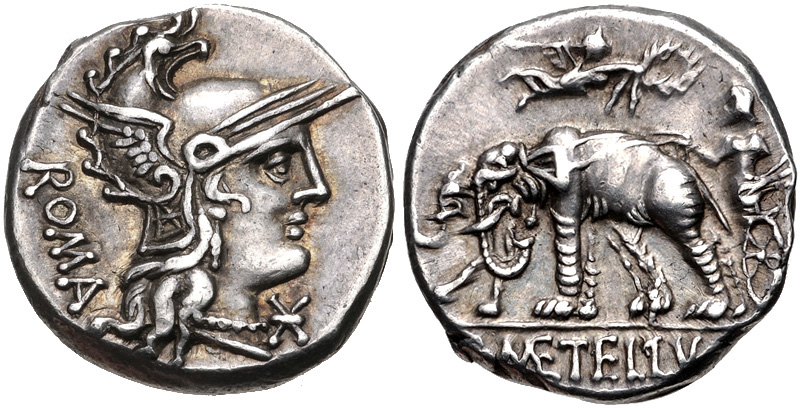
紀元前125年に鋳造されたガイウス・カエキリウス・メテッルス・カプラリウスのデナリウス銀貨。裏面には祖先にあたるルキウス・カエキリウス・メテッルスの凱旋がパノルムスで捕らえた象とともに描かれている。

以前にアフリカでレグルスと対峙したカルタゴの将軍であるハスドルバルは、1人のローマの執政官が軍隊の半数を率いて冬の間にシチリアから去っていたことを聞きつけると、紀元前251年の夏の終わり頃にパノルムスに軍を進め、田園地帯を荒らし回った。作物を収穫するために散り散りになっていたローマ軍はこの事態を受けてパノルムスに撤退した。これに対しハスドルバルは、臆すことなく戦象を含む自軍の大半を都市の城壁に向けて前進させた。この年の執政官でローマ軍の指揮官であったルキウス・カエキリウス・メテッルスは、カルタゴ軍に圧力をかけるべく小競り合いを仕掛け、市中に蓄えていた在庫から投槍を絶えず供給し続けた。都市の周辺部の地表はローマ軍がこの都市を包囲した際に築いた土塁で覆われており、戦象の前進を困難にさせていた。さらにカルタゴ軍は飛び道具を浴びせかけられたことで反撃することもできず、戦象は背後にいたカルタゴ軍の歩兵を振り切って逃げ出した。メテッルスは時期を見計らってカルタゴ軍の左翼側に大軍を移動させ、混乱した敵軍に突入させた。カルタゴ軍は逃亡し、メテッルスは10頭の戦象を捕らえたが、追撃の許可は出さなかった。同時代の史料は両軍の損害の規模について伝えていないが、現代の歴史家はカルタゴ軍の死傷者が20,000人から30,000人に達したという後世の史料の主張を有り得そうもない数字であると考えている。

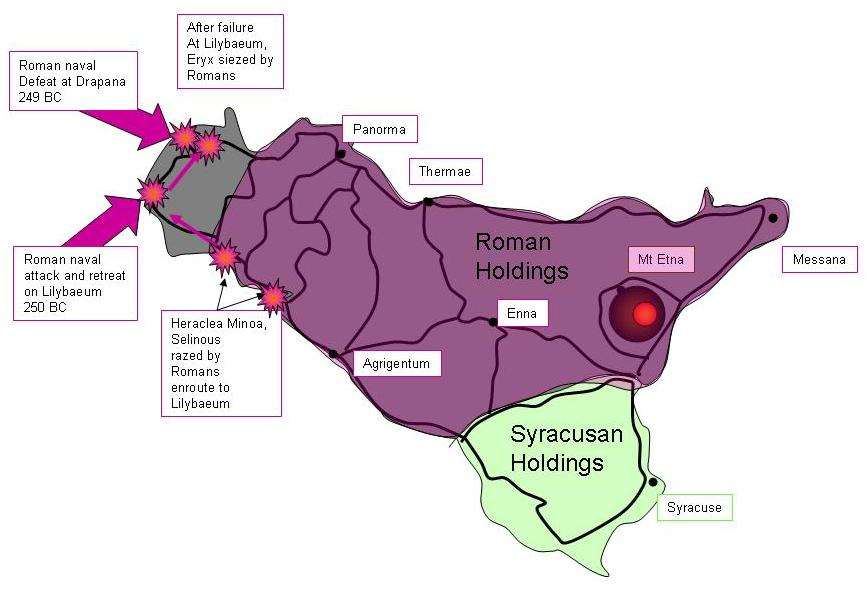
紀元前250年から紀元前249年にかけてのシチリアにおけるローマ軍の攻撃を示した地図

パノルムスでの勝利によって勇気を得たローマ軍は、紀元前249年にシチリアに残っていたカルタゴの主要な拠点であるリリュバエウムを攻撃した。ローマはすでに艦隊を再建しており、この年の執政官であるプブリウス・クラウディウス・プルケルとルキウス・ユニウス・プッルスに率いられた大軍が都市を包囲し、200隻の船で港を封鎖した。これに対しカルタゴは50隻の五段櫂船を封鎖の初期にシチリアから西へ15キロメートルから40キロメートルに位置するアエガテス諸島の沖合に集結させた。そして一度強い西風が吹くとローマ軍が反応できない内にリリュバエウムに入港し、増援部隊と大量の物資を積み降ろした。さらに、夜間に出港することでローマ軍を回避しつつカルタゴ軍の騎兵隊を退避させた。一方のローマ軍はリリュバエウムへの陸側の進入路を土と木材で作られた陣地と壁で封鎖した。さらに港の入口を重い木材からなる防鎖で塞ごうと何度も試みたが、海が荒れていたためにこの試みは失敗に終わった。カルタゴの守備隊は高度な訓練を受けた乗組員と経験豊富な水先案内人を擁する軽くて操縦性に優れた五段櫂船の封鎖突破船を用いることで補給体制を維持していた。
プルケルは近郊の都市であるドレパナ（現在のトラーパニ）の港に停泊していたカルタゴ艦隊への攻撃を決断した。ローマ艦隊は奇襲攻撃を仕掛けるべく夜間に出航したが、暗闇の中でそれぞれの船は散り散りな状態となった。カルタゴ軍の指揮官のアドヘルバルは艦隊を率いて沖に向かい、罠を仕掛けつつドレパナ沖の海戦で反撃に出た。一日掛かりの激戦となったこの戦いでローマ艦隊は海岸沿いに釘付けにされ、より訓練された乗組員とより操縦性の高い船舶を擁していたカルタゴ艦隊の前に大敗を喫した。これはカルタゴにとってこの戦争における最大の海戦での勝利だった。カルタゴは海上において攻勢に転じ、フィンティアス沖の海戦で再び敵艦隊を圧倒してローマ艦隊を海からほとんど一掃した。ローマが本格的な規模の艦隊を再び編成しようとしたのは7年後のことである。一方のカルタゴは兵員に自由を与え、資金を節約するためにほとんどの船を予備に回した。

## 戦争の決着と講和条約の締結

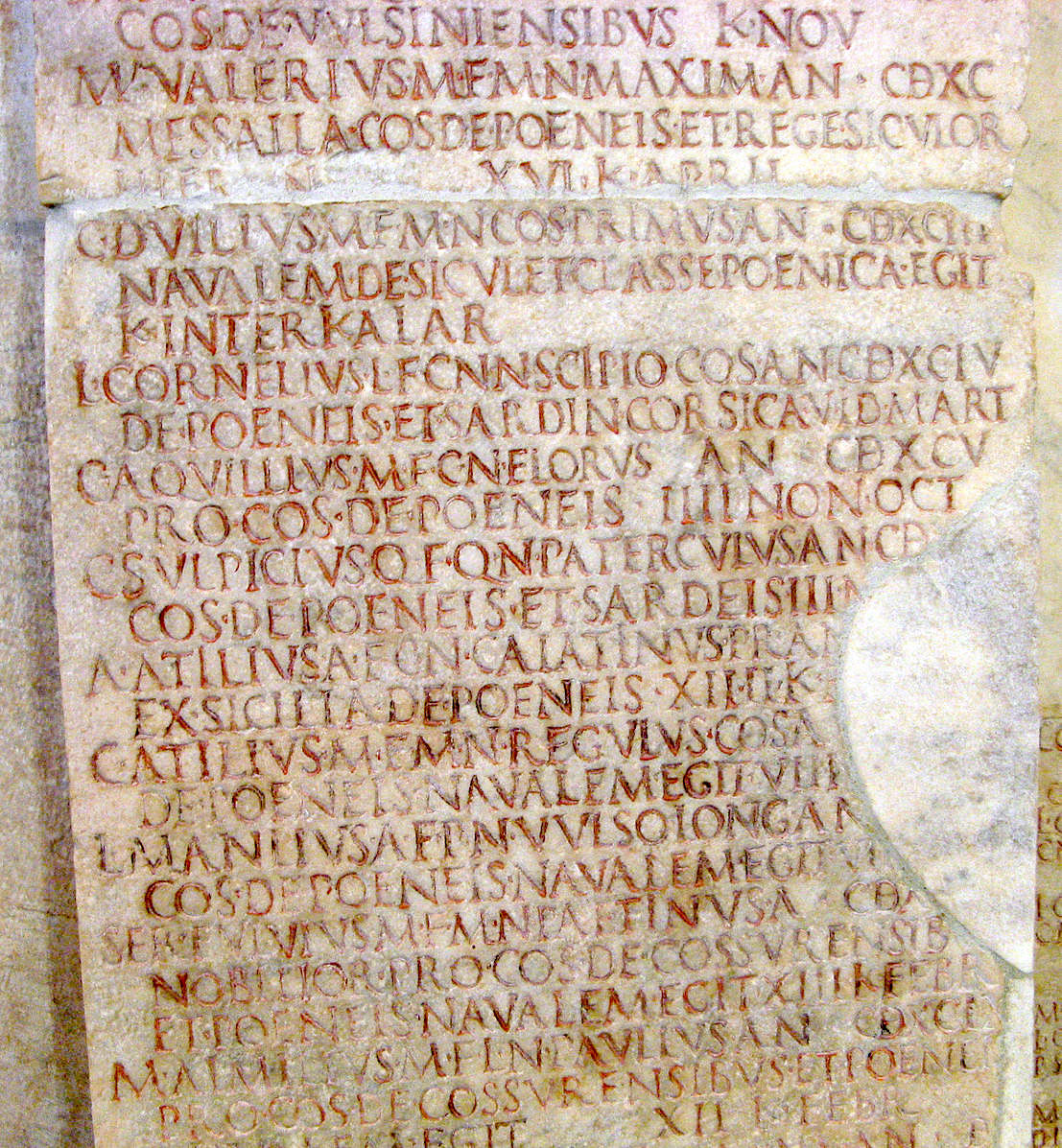
第一次ポエニ戦争期を含む凱旋式を挙行したローマ人の名前が刻まれている凱旋式のファスティの断片

紀元前248年の時点でカルタゴがシチリアに保持していた支配地はリリュバエウムとドレパナの2つの都市のみであった。これらの都市は西側の海岸に位置しており、十分に要塞化されていたため、ローマ側が優勢な陸上戦力を使って敵を妨害することなく軍の増強と補給を行うことができた。紀元前247年にはハミルカル・バルカがシチリアでカルタゴ軍の指揮を執ったが、この時ハミルカルには小規模な軍隊しか与えられず、カルタゴ艦隊も少しずつ撤退していた。そしてローマとカルタゴの間の戦争行為はカルタゴの戦略に適した陸上での限定的な軍事行動へとその規模を縮小させていった。ハミルカルはドレパナの北に位置するエリュクスの拠点から諸兵種を混成した部隊によるファビアン戦略（正面衝突を避け、小競り合いを繰り返す消耗戦略）を採用した。このゲリラ戦術によってカルタゴはローマ軍を身動きの取れない状態に留め、シチリアにおける足場も守ることができた。
戦争はすでに20年以上に及んでおり、両国はともに財政面でも人的資源の面でも疲弊していた。カルタゴの財政状況が悪化していたことを示す証拠として、エジプトのプトレマイオス朝に2,000タレントの借款を求めたものの拒否されたという出来事がある。一方のローマも破産寸前の状態にあり、海軍とローマ軍団への人材供給源となる成人男子の市民数も開戦以来17パーセント減少していた。ゴールズワーシーはこのようなローマの人的資源の損失を「恐るべきもの」と表現している。
都市の封鎖を海域まで広げない限りドレパナとリリュバエウムを攻略することはできないと考えたローマの元老院は、紀元前243年の後半に新たな艦隊の建造を決定した。しかし、国庫の資金が底を突いていたため、元老院はローマで最も裕福な市民に融資を打診して一人一隻の船の建造資金を調達し、戦争で勝利した場合にカルタゴへ課すことになる賠償金から返済することにした。その結果、国費から賄われることなくおよそ200隻の五段櫂船の艦隊が建造され、装備と乗組員も同様に調達された。ローマは以前に拿捕した特に優れた品質を持つ封鎖突破船をモデルとして艦隊を建造した。この頃までにローマ人は造船の経験を積んでおり、実績のある船を手本とすることで高品質の五段櫂船を建造することができた。また、重要な変化としてコルウスが放棄された点が挙げられ、これによって船の速度と操縦性は向上したものの、戦術面では変更を余儀なくされた。この変化はカルタゴ艦隊を打ち破るにあたって乗組員が優れた兵士であるよりも優れた水夫であることを要求するものだった。
一方のカルタゴはシチリアへの物資の輸送に使用するための大規模な艦隊を建造した。さらにシチリアに駐留しているカルタゴ軍の多くを乗船させ、海兵隊として活用する計画も持っていた。しかし、この艦隊は紀元前241年の執政官であるガイウス・ルタティウス・カトゥルスとクィントゥス・ウァレリウス・ファルトに率いられたローマ艦隊に迎撃された。この時に起こった戦闘であるアエガテス諸島沖の海戦は激戦となり、最終的には優れた訓練を受けていたローマ艦隊が人員不足で訓練も不足していたカルタゴ艦隊を打ち破った。この決定的な勝利の後、ローマ軍はシチリアでリリュバエウムとドレパナに対する包囲作戦を再開した。その一方でカルタゴの元老院は新たな艦隊の建造と人員配置のために資源を割くことに消極的となり、その結果としてハミルカル・バルカに対しローマとの和平交渉を命じた。しかし、ハミルカル自らは交渉の場には出ず、その役目を部下のギスコに委ねた。そしてカルタゴがシチリアから撤退し、戦争中に捕らえたすべての捕虜を身代金なしでローマに引き渡し、10年間で3,200タレントの賠償金を支払うという条件の下で講和条約が結ばれ、第一次ポエニ戦争は終結した。

## 戦争後の経過

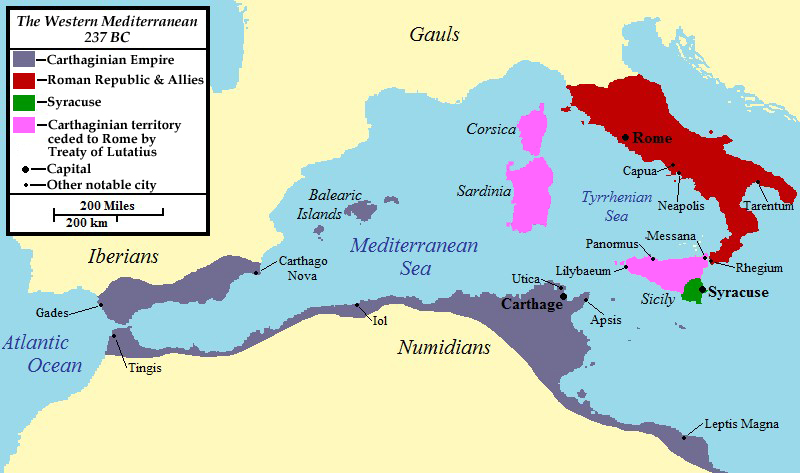
第一次ポエニ戦争終結後の紀元前237年時点における地中海西部の勢力図：ローマは赤、戦争後の（追加条項を含む）講和条約によってカルタゴからローマに割譲された地域はピンク、カルタゴは灰色、シュラクサイは緑で示されている。

23年に及んだこの戦争はローマとギリシアの双方の歴史を通じて最も長期にわたった戦争であり、古代世界における最大の海軍による戦争でもあった。戦争の余波の中でカルタゴは自国のために戦った外国の部隊への報酬の支払いを一部免れようとした。しかしながら、最終的にこれらの部隊は傭兵戦争として知られる反乱を起こし、不満を抱いていた多くの地元の集団もこれに加わった。カルタゴは多大な困難と数々の残虐行為の末にこの北アフリカの反乱を鎮圧し、紀元前237年には同様にカルタゴに対する反乱が起きていたサルディニアを奪回するための遠征の準備を始めた。しかし、サルディニアの原住民によって追放され、イタリアに逃れていた反乱者もローマに支援を求めており、ローマがこれに応じたことでローマ側もサルディニアとコルシカを占領するための遠征の準備を進めていた。ローマはカルタゴの行動を戦争行為とみなすと宣言し、和平の条件としてサルディニアとコルシカの割譲に加え、追加となる1,200タレントの賠償金も要求した。第一次ポエニ戦争から続く30年にわたる戦争で弱体化していたカルタゴは再びローマと紛争を起こすよりも妥協する道を選び、ローマ側が示した条件を以前に結ばれた講和条約の追加条項として受け入れた。このようなローマの態度はカルタゴの憎悪を煽ることになり、カルタゴとローマの間で状況認識が折り合わずに第二次ポエニ戦争へと発展していく要因の一つになったと考えられている。
その一方でハミルカル・バルカが反抗的な外国人の部隊とアフリカ人による反乱の鎮圧に主導的な役割を果たしたことで、カルタゴにおけるバルカ家の名声と権力は大きく高まった。そのハミルカルは紀元前237年に多くの古参兵を率いてイベリア半島南部のカルタゴ領を拡大するための遠征に出発した。その後の20年にわたりこの地は半独立的なバルカ家の領地となり、ローマへの多額の賠償金の支払いに使われた銀の多くを産出した。
ローマにとって第一次ポエニ戦争の終結はイタリア半島を越えたローマの拡大の始まりを告げるものになった。シチリアはシキリア属州としてローマの最初の属州となり、プラエトルの経験者が統治した。また、ローマにとって重要な穀物の供給源にもなった。サルディニアとコルシカもプラエトルの下でローマの属州となり穀物の供給源となったが、現地住民による反抗の封じ込めに対処せざるを得なかったため、少なくとも7年間は両島への強力な軍隊の駐留を強いられた。シュラクサイはローマから同盟国の地位を与えられ、ヒエロン2世の存命中は名目上の独立を維持した。そしてこの戦争以後にローマは地中海西部、さらに後には地中海全域を支配する軍事大国となった。ローマは戦争中に1,000隻を超えるガレー船を建造したが、これだけの数の船を建造し、人員を乗せ、訓練し、供給し、そして維持した経験は、その後の600年にわたるローマの海洋支配の基礎を築くことになった。しかし、どちらの国が地中海西部の覇権を握るのかという問題はこの時点では未解決のまま残り、両者の争いは紀元前218年に当時ローマの保護下にあったイベリア半島東部の町であるサグントゥムをカルタゴが包囲し、第二次ポエニ戦争が勃発したことによって再開された。